# Oetwil am See
Oetwil am See é uma comuna da Suíça, no Cantão Zurique, com cerca de 4.178 habitantes. Estende-se por uma área de 6,09 km², de densidade populacional de 686 hab/km². Confina com as seguintes comunas: Egg, Grüningen, Hombrechtikon, Männedorf, Stäfa, Uetikon am See.
A língua oficial nesta comuna é o Alemão.